# Alexy Károly
Alexy Károly Ede, Alexi Károly Ede (Poprád, 1823. február 8. – Budapest, 1880. május 20.) szobrász.

## Életpályája
A Bécsi Képzőművészeti Akadémia növendéke volt. 1840-től szerepelt kiállításokon.  1841-től készített kisbronzokat. 1844-ben kezdte el híres hadvezérekről készített kisbronz-sorozatát. 1848-ban Batthyány Lajos mellszobrát mintázta meg. Az 1848–49-es szabadságharcban való részvételéért hosszabb várfogságot szenvedett. Kiszabadulása után 1852-ben Londonba emigrált, ahol újból elkészítette Batthyány és Kossuth mellszobrát. 1861-ben hazatért, és Pesten dolgozott mint szobrász és rajztanár. A legismertebb munkája a Vigadó épületének homlokzatára készített táncolók reliefje volt). Stílusa átmenetet képvisel a klasszicizmus és a romantika között.
A Fiumei úti sírkertben nyugszik. Eredeti sírhelye (7-3-51) már nem azonosítható. Jelképes sírja a 18-2-5 alatt található (Hitzl és Kiss műhely; másodlagosan felhasznált sírkő.)

## Főbb portrészobrai
- Mátyás király (kis bronzszobor, Magyar Nemzeti Galéria),
- Gróf Starhemberg Ernő (kisbronz, MNG),
- Petőfi Sándor (mellszobor, Petőfi Irodalmi Múzeum),
- Széchenyi (mellszobor, Magyar Tudományos Akadémia).